# Diamantis Chouchoumis
Diamantis Chouchoumis (Grekiska: Διαμαντής Χουχούμης), född den 17 juli 1994 i Aliveri, är en grekisk fotbollsspelare (vänsterförsvarare) som spelar för Apollon Smyrnis. 
Han började spela i Panathinaikos när han var 14 år gammal och kom att bli uppflyttad till a-laget när han var 18. 